# Red Jacket (Virginia Occidental)
Red Jacket es un lugar designado por el censo ubicado en el condado de Mingo en el estado estadounidense de Virginia Occidental. En el Censo de 2010 tenía una población de 581 habitantes y una densidad poblacional de 42,69 personas por km².

## Geografía
Red Jacket se encuentra ubicado en las coordenadas 37°38′56″N 82°7′53″O / 37.64889, -82.13139. Según la Oficina del Censo de los Estados Unidos, Red Jacket tiene una superficie total de 13.61 km², de la cual 13.61 km² corresponden a tierra firme y (0%) 0 km² es agua.

## Demografía
Según el censo de 2010, había 581 personas residiendo en Red Jacket. La densidad de población era de 42,69 hab./km². De los 581 habitantes, Red Jacket estaba compuesto por el 88.81% blancos, el 8.78% eran afroamericanos, el 0.52% eran amerindios, el 0% eran asiáticos, el 0% eran isleños del Pacífico, el 0% eran de otras razas y el 1.89% pertenecían a dos o más razas. Del total de la población el 0.34% eran hispanos o latinos de cualquier raza.